# Jahreswagen
Ein Jahreswagen ist ein gebrauchtes Kraftfahrzeug, normalerweise ein Automobil, dessen Erstzulassung weniger als 12 Monate zurückliegt. 
Viele Angebote von Jahreswagen kommen von Werksangehörigen, denn bei fast allen Herstellern haben Mitarbeiter, oft auch frühere Betriebsangehörige (Vorruheständler und Rentner), die Möglichkeit, alle 12 Monate einen Wagen aus der aktuellen Produktserie mit erheblichen Rabatten zu erwerben. Es kann sich aber auch um ehemalige Geschäftsfahrzeuge handeln, die von den Mitarbeitern erworben wurden.
Für Käufer sind Jahreswagen eine Möglichkeit, den Wertverlust des Autos in Grenzen zu halten. So besteht die Möglichkeit, einen nahezu neuwertigen Wagen zu erwerben, ohne den vollen Kaufpreis zu bezahlen.

## Situation in Deutschland
Liegen bei dem Personenkraftwagen zwischen Herstellung und Erstzulassung mehr als 12 Monate, so ist der Verkauf als Jahreswagen ausgeschlossen. Entscheidend für die Bezeichnung als Jahreswagen sind folglich sowohl die Erstzulassung als auch der Herstellungszeitpunkt. 
Als Jahreswagen im Sinne der Richtlinie zur Förderung des Absatzes von Personenkraftwagen vom 27. Januar 2009 bezüglich der Umweltprämie gelten Fahrzeuge, die zurückgerechnet vom Zeitpunkt der Zulassung auf den Antragsteller/die Antragstellerin längstens ein Jahr einmalig auf einen Kfz-Hersteller, dessen Vertriebsorganisationen oder dessen Werksangehörigen, einen Kfz-Händler, eine herstellereigene Autobank, ein Automobilvermietungsunternehmen oder eine Automobilleasinggesellschaft zugelassen waren.